# Chiesa di Santa Caterina d'Alessandria (Bonassola)
La chiesa di Santa Caterina d'Alessandria è un luogo di culto cattolico situato nel comune di Bonassola, in piazza della Chiesa, in provincia della Spezia. La chiesa è sede della parrocchia omonima del vicariato della Riviera della diocesi della Spezia-Sarzana-Brugnato.

## Storia

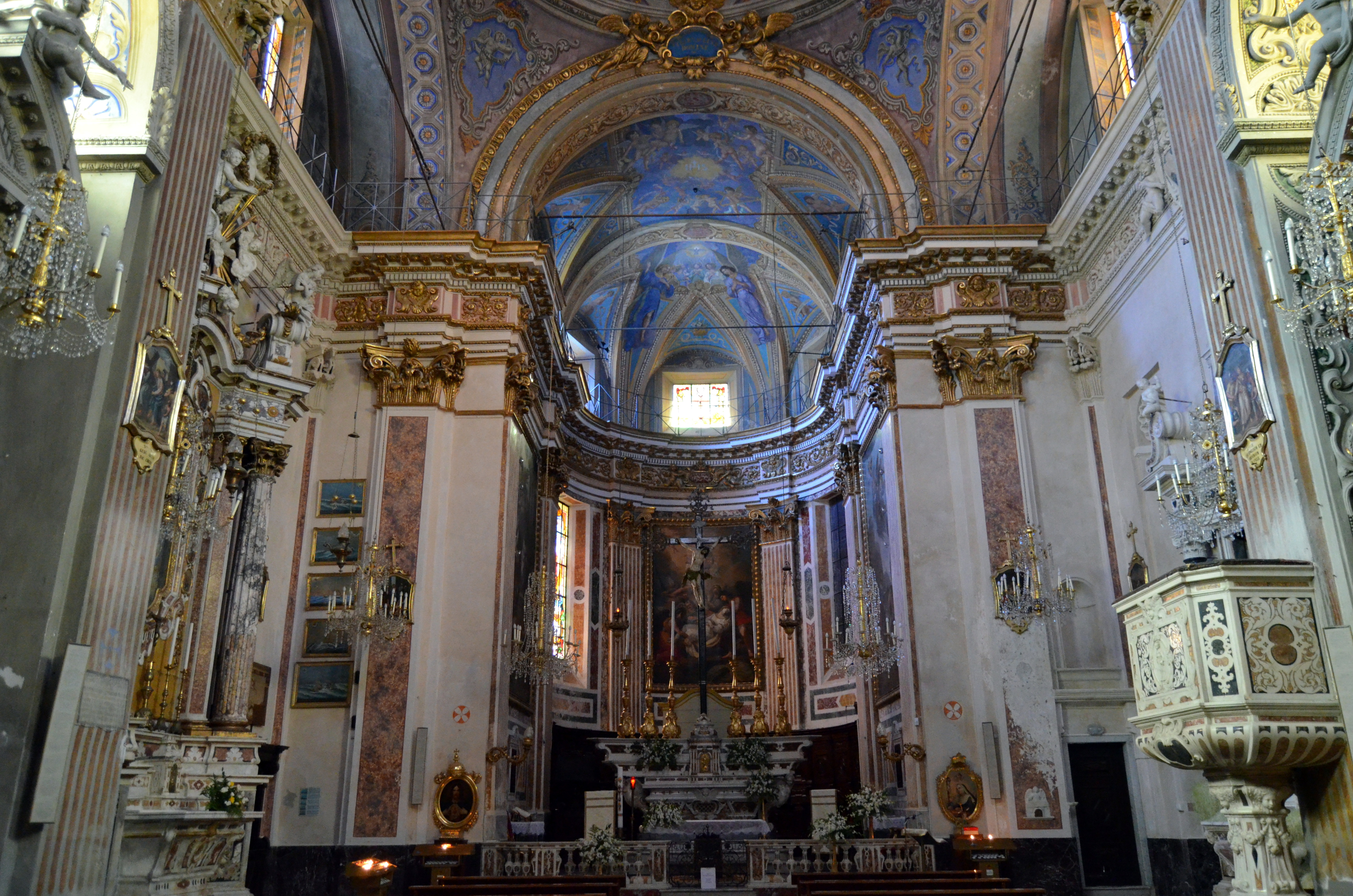
La navata centrale

La sua edificazione avvenne molto probabilmente intorno alla prima metà del XVI secolo, in concomitanza con il primo sviluppo urbanistico dell'attuale centro storico di Bonassola.
Subì successivamente, nel XVII secolo, una radicale trasformazione degli interni nello stile barocco con conseguente consacrazione nell'8 luglio 1668, ad opera di monsignor Giovanni Battista Spinola della diocesi di Luni, così come testimonia una lapide murata all'interno dell'edificio religioso.
Ulteriori modifiche e rivisitazioni, se non vere e proprie ricostruzioni degli interni, si compirono infine nel XVIII secolo quando, secondo l'uso dell'epoca nell'utilizzo dei marmi policromi, furono rifatti l'altare maggiore, le balaustre, il pulpito, le acquasantiere e l'altare dedicato alla Madonna del Rosario.

## Descrizione

### Gli esterni
La facciata esterna della chiesa presenta la semplice decorazione tipica di molti edifici religiosi della Liguria. Il portale è costituito da una cornice in stile barocco, quest'ultima sorretta dalla raffigurazione di due angeli con la riproduzione di quattro simboli sacri: una ruota, una palma, un giglio e una corona; i primi tre elementi sono associati alla figura e al martirio di santa Caterina di Alessandria, la corona alla Vergine Maria.
Nelle tre vetrate istoriate sono raffigurati, da sinistra, San Francesco d'Assisi che riceve le stigmate, dove la chiesa riprodotta sul fondo potrebbe essere associata alla celebre basilica superiore di Assisi, la Madonna del Rosario nel centro e Santa Caterina da Siena sulla vetrata di destra. Le altre vetrate della chiesa raffigurano invece San Giuseppe con Gesù Bambino, a nord, Santa Caterina d'Alessandria sul lato opposto, e in quella dell'abside con San Nicola da Bari.

### Gli interni

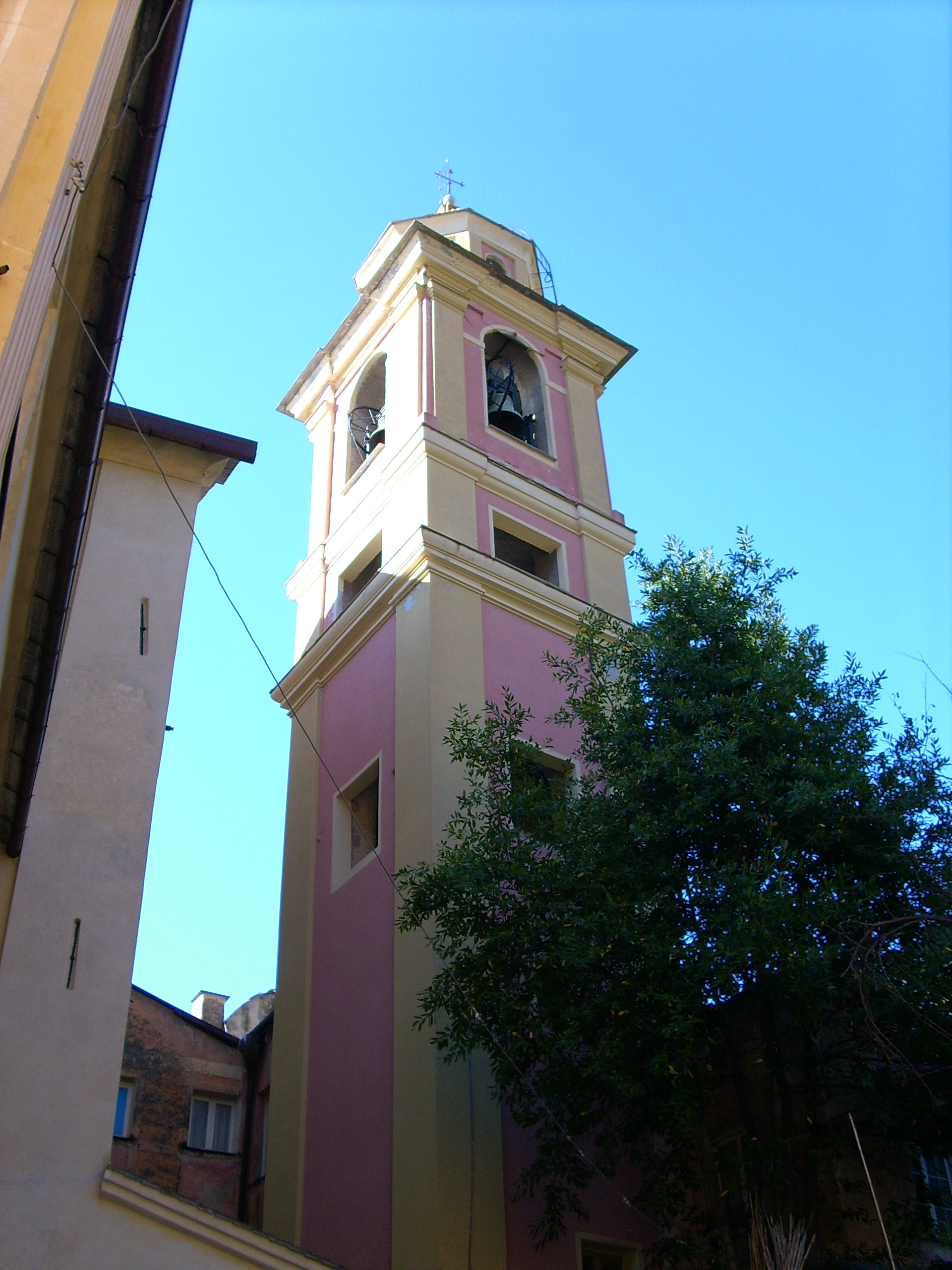
Il campanile tra la chiesa e la canonica

L'interno dell'edificio si presenta a forma rettangolare, con volte a botte lunettate e con la presenza, lungo le pareti laterali, di seicentesche cappelle scandite da lesene. Gli interni sono stati affrescati nel corso del XX secolo e la chiesa ha la caratteristica di custodire molteplici arredi sacri e opere, frutto delle tante donazioni e della devozione popolare, soprattutto dai marinai di Bonassola, il cui apice si manifestò tra il Seicento e il Settecento, il periodo migliore per la marineria bonassolese.
Nel secondo altare della parte destra è conservato un gruppo ligneo raffigurante Gesù nell'Orto del Getsemani attribuito alla scuola scultorea genovese di Anton Maria Maragliano. Sopra l'ingresso laterale è posizionata il dipinto di San Francesco d'Assisi che riceve le stigmate a La Verna e, in alto, Gesù con san Lorenzo e san Giovanni Battista. Del pittore Pietro Costa sono attribuibili le tre tele nella zona absidale, dipinte negli ultimi anni del XVIII secolo, di cui una rappresentante le Scene di vita di santa Caterina d'Alessandria e l'altra, sopra il coro ligneo settecentesco, raffigurante la Dormitio della Santa.
Presso l'altare dedicato alla Madonna del Rosario, lungo la parete sinistra della chiesa, è conservata in una nicchia la statua della Madonna contornata da piccole decorazioni pittoriche riproducenti i Misteri del Rosario. Altre tele della parte sinistra sono le raffigurazioni di San Luigi Gonzaga, del XVIII secolo, le Pie donne ai piedi della Croce di Gesù di Antonio Discovolo e l'Adorazione dei pastori di Giovanni Battista Carlone, entrambe databili all'epoca barocca.
Sopra l'ingresso principale è posizionato l'organo della Ditta Fratelli Lingiardi, costruito nel 1854 e recentemente restaurato. Nella sagrestia sono invece conservati, oltre a numerosi arredi e oggetti sacri, tra cui un piatto in argento inciso del 1599 utilizzato per la raccolta delle offerte, due tele di San Francesco d'Assisi e una Resurrezione di Gesù; la prima opera potrebbe essere stata realizzata da Bernardo Strozzi o comunque di un suo collaboratore della sua bottega pittorica.